# Maria White Lowell
Maria White Lowell (8 juillet 1821 - 27 octobre 1853) est une poétesse et abolitionniste américaine.

## Biographie
Maria White naît le 8 juillet 1821 à Watertown, Massachusetts, dans une famille d'intellectuels de la classe moyenne. Elle fréquente un couvent des ursulines et doit respecter une stricte discipline ascétique.
Elle s'engage avec conviction dans la ligue de tempérance américaine et milite avec vigueur pour les droits des femmes. Le 6 novembre 1839, c'est l'une des femmes de la région qui participent à la première conversation organisée par la militante féministe Margaret Fuller.
La même année, le frère de Maria l'introduit auprès de son collègue de classe James Russell Lowell. Les deux se fiancent à l'automne 1840. Cependant, son père Abijah White, riche commerçant, exige que le mariage soit retardé jusqu'à ce que Lowell occupe un emploi.
Peu après avoir publié Conversations on the Old Poets, une collection d'essais de White déjà publiés, le couple se marie le 26 décembre 1844 à la maison du père de Maria. Le nouvel époux croit qu'elle est constituée d'une « moitié de terre et encore plus du Paradis, ». Un ami a décrit leur relation comme « l'authentique portrait d'un vrai mariage, ».
James, déjà engagé dans des mouvements de tempérance et contre l'esclavagisme, rejoint les rangs de la Boston Female Anti-Slavery Society (en) et persuade son épouse de militer contre l'esclavage. La jeune épouse est cependant malade de façon régulière et le couple déménage à Philadelphie peu après leur mariage dans l'espoir qu'elle sera guérie. Au printemps 1845, ils retournent à Cambridge au Massachusetts pour s'y établir. Ils auront quatre enfants, mais seule Mabel, leur quatrième enfant, survivra à son enfance.
De constitution fragile et régulièrement malade, Maria meurt le 27 octobre 1853 à l'âge de 32 ans à Cambridge au Massachusetts. Son corps est inhumé au Mount Auburn Cemetery à proximité de Watertown et Cambridge(p46). 
Ses poèmes ont été rassemblés après sa mort et publiés de façon confidentielle (Cambridge, 1855). Les plus connus sont The Alpine Shepherd (Le Berger des Alpes) et The Morning-Glory (La Gloire matinale).

## Accueil et influence
En 1870, lorsqu'Emily Dickinson rencontre pour la première fois Thomas Wentworth Higginson, il mentionne la poésie de Maria White Lowell. Dickinson a souhaité la découvrir, ce qui a donc pu l'inspirer. L'un des poèmes de Lowell, The Sick Room, aurait été qualifié de dicksonien. Son poème The Grave of Keats apparaît dans l'anthologie Poems of Places (1874), édité par son ancien voisin, le poète Henry Wadsworth Longfellow.
La poétesse Amy Lowell, une descendante de la famille, a loué les écrits de Maria : « C'est de la poésie ! C'est meilleur que tout ce qu'a jamais écrit son mari ; et lui-même disait toujours que la poésie de sa femme était supérieure à la sienne. »,

### Citations originales
1. ↑  « half of earth and more than of Heaven »
2. ↑  « the very picture of a True Marriage »
3. ↑  That is poetry! It is better than anything her husband ever wrote, and he always said that she was a better poet than he.